# Douains
Douains es una localidad y comuna francesa situada en la región de Alta Normandía, departamento de Eure, en el distrito de Évreux y cantón de Vernon-Sud.

## Demografía
| 293 | 261 | 233 | 298 | 346 | 465 |
| Para los censos de 1962 a 1999 la población legal corresponde a la población sin duplicidades (Fuente: INSEE [Consultar]) |     |     |     |     |     |

## Administración

### Entidades intercomunales
Douains está integrada en la Communauté d'agglomération des Portes de l'Eure. Además, para la prestación de determinados servicios, forma parte de varios sindicatos intercomunales que se indican a continuación:
- Syndicat de voirie des cantons de Vernon .
- Syndicat intercommunal de gestion et de construction des équipements sportifs de Vernon .
- Syndicat intercommunal de gestion et maintenance des équipements sportifs de SAINT MARCEL .
- Syndicat de l'électricité et du gaz de l'Eure (SIEGE) .
- S.I.V.O.S du plateau de Madrie .

### Riesgos
La prefectura del departamento de Eure está sometida a riesgos mayores derivados del transporte de mercancías peligrosas.